# Alexandra Quinn
Alexandra Quinn, nome artístico de Diane Purdie Steward, (Toronto, 25 de março de 1973) é uma atriz pornográfica canadense. Usou vários nomes em seus filmes, Dianne Colazzo, Alexandria Dunn, Alexandra Quin, Alexandria Quinn, Victoria Quinn, Alexandria Stewart, Diane Stewart, Dianne Stewart, Kayla Quinn.

## Biografia
Alexandra Quinn é com certeza uma das atrizes mais polêmicas do pornô americano em todos os tempos, toda essa polêmica devido a ela ter começado a fazer filmes com menos de 18 anos, o que é proibido nos Estados Unidos e em todo o mundo, no caso dela com 16, isso ocorreu no ano de 1989, sem ser descoberta ela atuou até 1993, apesar de na época ela já estar com vinte anos, ela teve que sair do pornô por ter falsificado a identidade para adentrar no cinema adulto, chegou a "trabalhar" como prostituta.
Em 1996 voltou ao pornô, mas nessa época ela já estava com uma má reputação e realizou poucos filmes em comparação a outras atrizes contemporâneas. Fez por volta de 170 filmes até 2003 quando parou de fazer filmes regularmente, tendo assim, realizado pouquíssimos filmes nos últimos anos. Uma de suas principais características é o fato de ser totalmente submissa nos filmes, ela adorava e adora ser tratada como "objeto" nas suas cenas de sexo.

## Filmografia parcial
- American Bukkake # 20
- Anal Addicts # 4
- Anal Climax # 1
- Anal Revolution
- Anal Woman
- Black On White
- Cock Smokers # 39
- Gag Factor # 9
- Gang Bang Girl # 30
- Handjobs # 6
- Heavy Metal # 2
- Lady Fellatio # 2
- Midget On Wheels
- Oral Addiction (Seu primeiro filme)
- Slutwoman 2
- Taboo # 8, # 9
- Twin Cheeks # 3, # 4
- Up Your Ass # 18
- Scuk It Dry # 1

## Prêmios e indicações

### AVN (Adult Video News)
- 1991 - Melhor Cena de Sexo Grupal - Video -  Buttman's Ultimate Workout - (ao lado de  Sunny McKay e Rocco Siffredi)[1]
- 2001 AVN Award (nomeada) – Female Performer of the Year[2]
- 2001 AVN Award (nomeada) – Best Couples Sex Scene- Video – Cumback Pussy 29 (with Lexington Steele)[2]
- 2001 AVN Award (nomeada) – Best Group Sex Scene- Video – M Caught in the Act (with Bridgette Kerkove, Dave Hardman and Rick Masters)[2]
- 2001 AVN Award (nomeada) – Best Group Sex Scene- Video – Slutwoman 2 (with Heather Lynn and Joey Ray)[2]
- 2002 AVN Award (nomeada) – Best Anal Sex Scene, Video – Double Stuffed Honeys 2[3]
- 2002 AVN Award (nomeada) – Best Anal Sex Scene, Video – Heavy Metal 2[3]
- 2002 AVN Award (nomeada) – Best Group Sex Scene, Video – Up Your Ass 18[3]
- 2003 AVN Award (nomeada) – Best Anal Sex Scene, Video – Where the Fuck's The G Spot?[4]
- 2003 AVN Award (nomeada) – Best Oral Sex Scene, Video – Gag Factor 9[4]
- 2003 AVN Award (nomeada) – Best Group Sex Scene, Video – Lady Fellatio 2[4]